# Pholidichthys
Pholidichtyidae
Famille
Genre
Pholidichthys est un genre de poissons marins de l'ordre des Cichliformes. C'est l'unique genre de la famille des Pholidichtyidae.

## Répartition
Les espèces du genre Pholidichthys se rencontrent dans le Pacifique ouest central.

## Liste des espèces
- Pholidichthys anguis Springer & Larson, 1996
- Pholidichthys leucotaenia Bleeker, 1856

## Classification
Les noms valides complets (avec auteur) sont :
- pour la famille, Pholidichthyidae Jordan, 1896[2] ;
- pour le genre, Pholidichthys Bleeker, 1856[2],[3].

### Synonymie
La famille des Pholidichthyidae a pour synonymes :
- Pholidichthyioidei
- Pholidichtyidae

Le genre Pholidichthys a pour synonyme :
- Brotulophis Kaup, 1858

## Publication originale
- (de) P. Bleeker, « Bijdrage tot de kennis der ichthyologische fauna van het eiland Boeroe », Natuurkundig Tijdschrift voor Nederlandsch Indië, Jakarta, vol. 11, no 2,‎ 21 octobre 1856, p. 383-414 (lire en ligne, consulté le 25 décembre 2023).